# 1485 en Angleterre
Chronologie de l'Angleterre
- 1481
- 1482
- 1483
- 1484
- 1485
- 1486
- 1487
- 1488
- 1489

Cette page concerne l'année 1485 du calendrier julien.

## Naissances en 1485
- Date inconnue :
  - Lambert Barnard, peintre
  - John Russell, 1er comte de Bedford
  - Robert Cheeseman, member of Parliament pour le Middlesex
  - Thomas Clerke, member of Parliament pour Wells
  - Thomas Cromwell, 1er comte d'Essex
  - Edward Gifford, member of Parliament pour Buckingham
  - John Heneage, member of Parliament pour Great Grimsby
  - Thomas Kitson, marchand
  - Thomas Knyvett, noble
  - John Latton, member of Parliament pour Oxford
  - John Poyntz, member of Parliament pour Devizes
  - Francis Stourton, 4e baron Stourton (en)
  - Margaret Wotton, marquise de Dorset

## Décès en 1485
- 16 mars : Anne Neville, reine consort d'Angleterre
- 2 mai : Roger Clifford, chevalier
- 30 mai : Humphrey Dacre, 1er baron Dacre
- 22 août :
  - Richard III, roi d'Angleterre
  - John Howard, 1er duc de Norfolk
  - Walter Devereux, 7e baron Ferrers de Chartley
  - Robert Brackenbury, connétable de la Tour de Londres
  - Richard Ratcliffe, chevalier
  - Robert Percy, chevalier
  - James Harrington, chevalier
  - John Babington, shérif du Nottinghamshire
  - William Brandon, porte-étendard
- 25 août : William Catesby, speaker de la Chambre des communes
- 30 septembre : John Twynyho, légiste et marchand
- 12 octobre : John Blount, 3e baron Mountjoy (en)
- 17 octobre : John Scott, contrôleur de la Maison royale
- 13 novembre : Anne Hankford, comtesse d'Ormonde
- Date inconnue :
  - Thomas Barrett, suffragant des diocèses d'Exeter et de Bath et Wells
  - Alice Chestre, marchande
  - John Stourton, 3e baron Stourton (en)